# Huainan
Huainan (en chino, 淮南; pinyin, Bèngbù; literalmente, ‘sur del Huai’) es una ciudad-prefectura en la provincia de Anhui, en la República Popular China. Limita al norte con Suzhou, al sur con Hefei, al oeste con Fuyang y al noreste con Bengbu. Su área es de 2596,4 km² y su población es de 2,334 millones.
El nombre se refiere tradicionalmente a la zona  sur del río Huai y el norte del río Yangtse, que incluye el día de hoy el centro de Anhui. El centro histórico político de la zona de Huainan estaba situado en Shouchun (actual condado Shou).

## Administración
La ciudad prefectura de Huainan está conformada de 6 localidades que se administran 5 distritos urbanos y 1 condados rural.
- Distrito de Tianjia'an (田家庵区);
- Distrito de Panji (潘集区);
- Distrito de Xiejiaji (谢家集区);
- Distrito de Datong (大通区);
- Distrito de Bagongshan (八公山区);
- Condado de Fengtai (凤台县);

Estos se subdividen en 24 ciudades menores, 23 aldeas y 19 subdistritos.

### Localidades con población en noviembre de 2010
- Bāgōngshān Qū 175,993
- Dàtōng Qū 180,917
- Fèngtái Xiàn 667,070
- Pānjí Qū 395,684
- Shòu Xiàn 1,008,116
- Tiánjiā'ān Qū 593,981
- Xièjiājí Qū 320,251

## Economía
Huainan es un importante centro de producción de carbón, con una producción de 43.280.000 toneladas en 2006.
La ciudad fue sede de 17a tofu Festival Cultural de China el 15 de septiembre de 2010 y también anfitriona de la Exposición Nacional de Productos Bean.

## Clima
| Parámetros climáticos promedio de Huainan | Parámetros climáticos promedio de Huainan | Parámetros climáticos promedio de Huainan | Parámetros climáticos promedio de Huainan | Parámetros climáticos promedio de Huainan | Parámetros climáticos promedio de Huainan | Parámetros climáticos promedio de Huainan | Parámetros climáticos promedio de Huainan | Parámetros climáticos promedio de Huainan | Parámetros climáticos promedio de Huainan | Parámetros climáticos promedio de Huainan | Parámetros climáticos promedio de Huainan | Parámetros climáticos promedio de Huainan | Parámetros climáticos promedio de Huainan |
| Mes                                       | Ene.                                      | Feb.                                      | Mar.                                      | Abr.                                      | May.                                      | Jun.                                      | Jul.                                      | Ago.                                      | Sep.                                      | Oct.                                      | Nov.                                      | Dic.                                      | Anual                                     |
| ----------------------------------------- | ----------------------------------------- | ----------------------------------------- | ----------------------------------------- | ----------------------------------------- | ----------------------------------------- | ----------------------------------------- | ----------------------------------------- | ----------------------------------------- | ----------------------------------------- | ----------------------------------------- | ----------------------------------------- | ----------------------------------------- | ----------------------------------------- |
| Temp. máx. media (°C)                     | 6.8                                       | 9.2                                       | 14.1                                      | 21.0                                      | 26.4                                      | 30.1                                      | 32.0                                      | 31.0                                      | 27.2                                      | 21.9                                      | 15.4                                      | 9.0                                       | 20.3                                      |
| Temp. mín. media (°C)                     | −1.0                                      | 1.1                                       | 5.3                                       | 11.3                                      | 16.8                                      | 21.5                                      | 24.7                                      | 23.6                                      | 19.0                                      | 12.8                                      | 6.4                                       | 0.7                                       | 11.9                                      |
| Precipitación total (mm)                  | 24.2                                      | 30.5                                      | 50.6                                      | 36.4                                      | 60.5                                      | 100.7                                     | 162.0                                     | 101.8                                     | 46.0                                      | 39.5                                      | 29.1                                      | 16.7                                      | 698.0                                     |
| [cita requerida]                          |                                           |                                           |                                           |                                           |                                           |                                           |                                           |                                           |                                           |                                           |                                           |                                           |                                           |